# Mil V-7
Mil V-7 je bil eksperimentalni štirisedežni helikopter ruskega proizvajalca Mil. Imel je nekonvencionalen izgled in tudi nekonvencionalen način pogona. Na koncu vsakega kraka rotorja je imel en reaktivni motor AI-7.
Prvič je poletel leta 1959, projekt so pozneje preklicali.

## Specifikacije Mil V-7
- Motor: 2 x AI-7
- Premer glavnega rotorja: 11.6m
- Naložena teža: 835 kg
- Prazna teža: 730 kg